# Los motivos de Lola
Los motivos de Lola es una serie de televisión  colombiana de 1992 realizada por la programadora TeVecine para el Cadena Uno y protagonizada por los actores Sandra González y Diego Álvarez.

## Sinopsis
Esta es la historia de Lola Martínez, una mujer ambiciosa que por una encrucijada sorprendente del destino debe dar un giro a su vida, Lola que ha sido siempre un ser dominante descubre que su marido la engaña y le roba y, en medio de una discusión, lo mata accidentalmente. Lola confiesa el crimen y va a la cárcel. El policía que toma su confesión se enamora de ella.  Más tarde Lola empezará a pelear en contra de sus propios principios y con los hijos de su esposo por el dinero de la herencia.

## Elenco
- Sandra González - Lola Martínez
- Diego Álvarez - Enrique
- Jairo Camargo
- Fanny Mikey - Lucrecia
- Delfina Guido - Genoveva
- Mariela Rivas
- Andrés Felipe Martínez
- Marcela Agudelo
- Luis Fernando Montoya
- Gisela Triana
- Rosario Jaramillo
- Rafael Bohórquez
- Juan Sebastián Aragón
- Carlos Esteban Olarte
- Javier Sáenz
- Omar Sánchez
- Gerardo Calero
- Jorge Alí Triana
- Alina Lozano
- Martha Osorio -  Conchita
- Carmenza González
- Julio del Mar
- Fabiana Medina - Milena  Duarte